# Horégui
Horégui est une localité située dans le département de Bouroum de la province du Namentenga dans la région Centre-Nord au Burkina Faso. 

## Géographie
Isolé à l'extrême nord du département quasiment en zone sahélienne, Horégui se trouve à 10 km au nord-est du village de Bellogo – auquel il est administrativement rattaché –, à environ 30 km au nord-est de Bouroum, le chef-lieu du département, et à 80 km au nord de Tougouri.

## Éducation et santé
Le centre de soins le plus proche de Horégui est le centre de santé et de promotion sociale (CSPS) de Bellogo tandis que le centre médical (CM) de la province se trouve à Tougouri.
Horégui possède une école primaire publique.